# Falling Stars
Falling Stars är en låt framförd av sångerskan Lidia Isac. 
Låten var Moldaviens bidrag till Eurovision Song Contest 2016 i Stockholm. Den framfördes i den första semifinalen i Globen den 10 maj 2016 där den fick 33 poäng och hamnade på plats 17 av 18, vilket innebar att den inte gick vidare till final.

## Komposition och utgivning
Låten är skriven av Gabriel Alares, Sebastian Lestapier, Ellen Berg och Leonid Gutkin.
En officiell musikvideo till låten släpptes den 4 mars 2016.